# Reugny (Indre i Loara)
Reugny – miejscowość i gmina we Francji, w Regionie Centralnym, w departamencie Indre i Loara.
Według danych na rok 1990 gminę zamieszkiwało 1289 osób, a gęstość zaludnienia wynosiła 43 osoby/km² (wśród 1842 gmin Regionu Centralnego Reugny plasuje się na 307. miejscu pod względem liczby ludności, natomiast pod względem powierzchni na miejscu 339.).